# Anisocentropus semiflavus
Anisocentropus semiflavus är en nattsländeart som beskrevs av Banks 1939. Anisocentropus semiflavus ingår i släktet Anisocentropus och familjen Calamoceratidae. Inga underarter finns listade i Catalogue of Life.